# えんじ色
えんじ色（えんじいろ、臙脂色）とは、濃い紅色のことである。
日本工業規格においては、JIS慣用色名の1つに「えんじ」として下のように色が定義されている。

## 概要
紀元前2世紀頃に西域から中国に伝わった赤色の染料の色に由来するとされる。
えんじ色の名は中国の紅花の一大産地である「燕支山」にちなむとされるが、さらにその語源（エンジに類する語）や紅花の生育環境から中央アジアに起源がある可能性が指摘されている。臙脂（エンジ）は後述するコチニールカイガラムシの別名の臙脂虫（エンジムシ）の由来にもなっている。
『本草綱目』の「燕脂」の集解に、紅藍花（ベニバナ）、山燕脂花（未詳）、山榴花（ザクロ）、紫鉱（ラック）の4種の臙脂が記されたように、「臙脂」の意味も語源の地域と時代が離れるごとに多様化し混乱もみられるようになった。上のうち紫鉱（ラック）はラックカイガラムシの体表から分泌される筒状の暗紫色の物質である。正倉院には薬用として採集された「紫鉱」が保存されている。このラック色素を円形の薄い綿に染みこませたものが綿臙脂で、近代まで化粧品、医薬品、美術工芸の色料に利用されていたが、日常生活で使用されなくなったこともあり綿臙脂の製法の詳細は不明になっている。
なお、カメムシ目カイガラムシ上科の一部の昆虫、アジア産のラックカイガラムシ、南ヨーロッパのケルメスカイガラムシ、アメリカ大陸原産のコチニールカイガラムシなどの体内色素を浸出させて得る色素はコチニール色素と呼ばれる。地中海沿岸にはケルメスを染料に用いる文化があったが、アメリカ大陸からより染色しやすいコチニールが入手可能になると、ヨーロッパではケルメスはほとんど使われなくなった。東アジアでも、16世紀以降にコチニール、19世紀半以降に合成染料が進出し、特に合成染料の普及によりラックの臙脂を用いる文化は廃れてしまった。

## えんじ色の採用

### スクールカラー
早稲田大学
早稲田大学のスクールカラーであるえんじ色は、早稲田大学野球部をコーチしたとされるメリーフィールドの母校であるシカゴ大学の校色、マルーンから採ったとされる。
立命館大学
立命館大学では臙脂色が象徴的に扱われ、「門旗」を始め様々な広報物やクラブの旗などにスクールカラーとして使われている。この色は公式に定めたものではないが、スクールカラーとしての臙脂色は昭和の初期から愛用されたと考えられている。立命館大学陸上競技部の『創部60周年記念誌』（1987年）によると、1932（昭和7）年の日本学生陸上に出場したのち臙脂色のユニフォームを作ったことが記されている。
開成中学校・高等学校
開成中学校・高等学校では、生徒の活動機関である「運動会準備委員会」が、旗や鉢巻の色に採用している。
高円寺学園
高円寺学園では、地名の「高円寺(こうえんじ)」にちなみ、えんじ色が校章に採用されている。

### 学生服
青や紺、緑などとともに、幼稚園および小・中・高校の体操服、ジャージの色として多く採用される。
体操服は白を基調とし、首周りや袖口などにスクールカラーや学年色として、または女子用のものにえんじ色を配色したり、同様に袖や胸にえんじ色のラインを入れることが多い。ジャージの場合は、昭和時代や平成初期にデザインされた、いわゆる「芋ジャージ」で、スクールカラーや学年色として、または女子用のものとして、身ごろにえんじ色が用いられる。
また、主に昭和後期にデザインされたブレザー型制服では、ネクタイの色をえんじ色一色にするケースも多く見られる。

### 鉄道
京王電鉄
京王帝都電鉄時代には、初代5000系を皮切りに、6000系と7000系までは、アイボリー地にえんじ色の帯を巻いた「臙脂帯」塗装を採用していた。また、初代5000系の登場以前に緑色の塗装（グリーン車）であった2700系や2010系などの車両の一部も、のちに同様の塗色へ変更された。

## 近似色
- 赤
- 茶色
- ワインレッド
- 茜色
- マルーン
- クリムゾン